# Copa de Competencia 1932
La Copa de Competencia 1932, oficialmente Competencia de Primera División 1932, fue la edición inaugural de esta competencia. Fue organizada por la Liga Argentina de Football y fue la primera copa nacional del profesionalismo.
Fue disputada por los equipos de la Primera División.
La competencia consagró campeón por primera vez al Club Atlético River Plate, tras imponerse por 3 a 1 ante el Club Estudiantes de La Plata en la final.

## Sistema de disputa
Se disputó bajo el sistema de eliminación directa a único partido en cancha neutral. De los 18 participantes, 4 debieron disputar la fase preliminar. En caso de igualdad se disputó un tiempo extra y, de persistir, se disputó un nuevo partido.

## Equipos participantes
| Equipo                      | Ciudad               |
| --------------------------- | -------------------- |
| Argentinos Juniors          | Buenos Aires         |
| Atlanta                     | Buenos Aires         |
| Boca Juniors                | Buenos Aires         |
| Chacarita Juniors           | Buenos Aires         |
| Estudiantes de La Plata     | La Plata             |
| Ferro Carril Oeste          | Buenos Aires         |
| Gimnasia y Esgrima La Plata | La Plata             |
| Huracán                     | Buenos Aires         |
| Independiente               | Avellaneda           |
| Lanús                       | Lanús                |
| Platense                    | Buenos Aires         |
| Quilmes                     | Quilmes              |
| Racing                      | Avellaneda           |
| River Plate                 | Buenos Aires         |
| San Lorenzo                 | Buenos Aires         |
| Talleres                    | Remedios de Escalada |
| Tigre                       | Victoria             |
| Vélez Sarsfield             | Buenos Aires         |

### Distribución geográfica de los equipos
| Región                 | Cant. | Equipos |
| ---------------------- | ----- | --- |
| Ciudad de Buenos Aires | 10    | Argentinos Juniors, Atlanta, Boca Juniors, Chacarita Juniors, Ferro Carril Oeste, Huracán, Platense, River Plate, San Lorenzo de Almagro y Vélez Sarsfield |
| Conurbano bonaerense   | 6     | Independiente, Lanús, Quilmes, Racing, Talleres y Tigre |
| Ciudad de La Plata     | 2     | Estudiantes de La Plata y Gimnasia y Esgrima La Plata |

## Fase Preliminar
| 25 de mayo | Racing | 3:1 | Argentinos Juniors | Estadio El Gasómetro, Buenos Aires |  |

| 25 de mayo | Huracán | 2:0 | Chacarita Juniors | Estadio de River Plate, Buenos Aires |  |

## Fase final

### Cuadro de desarrollo
En algunos cruces se muestra el resultado global.
|  | Octavos de final            | Octavos de final |                         |               | Cuartos de final | Cuartos de final |  |             | Semifinales | Semifinales |  |                         | Final | Final |  |
|  |                             |                  |                         |               |                  |                  |  |             |             |             |  |                         |       |       |  |
|  |                             |                  |                         |               |                  |                  |  |             |             |             |  |                         |       |       |  |
|  | Boca Juniors                | 2                |                         |               |                  |                  |  |             |             |             |  |                         |       |       |  |
|  | Boca Juniors                | 2                |                         |               |                  |                  |  |             |             |             |  |                         |       |       |  |
|  | Quilmes                     | 3                |                         |               |                  |                  |  |             |             |             |  |                         |       |       |  |
|  | Quilmes                     | 3                |                         | Quilmes       | 2                |                  |  |             |             |             |  |                         |       |       |  |
|  |                             |                  |                         | Quilmes       | 2                |                  |  |             |             |             |  |                         |       |       |  |
|  |                             |                  | San Lorenzo             | 4             |                  |                  |  |             |             |             |  |                         |       |       |  |
|  | Gimnasia y Esgrima La Plata | 1                | San Lorenzo             | 4             |                  |                  |  |             |             |             |  |                         |       |       |  |
|  | Gimnasia y Esgrima La Plata | 1                |                         |               |                  |                  |  |             |             |             |  |                         |       |       |  |
|  | San Lorenzo de Almagro      | 4                |                         |               |                  |                  |  |             |             |             |  |                         |       |       |  |
|  | San Lorenzo de Almagro      | 4                |                         |               |                  |                  |  | San Lorenzo | 1           |             |  |                         |       |       |  |
|  |                             |                  |                         |               |                  |                  |  | San Lorenzo | 1           |             |  |                         |       |       |  |
|  |                             |                  | Estudiantes de La Plata | 3             |                  |                  |  |             |             |             |  |                         |       |       |  |
|  | Tigre                       | 4                | Estudiantes de La Plata | 3             |                  |                  |  |             |             |             |  |                         |       |       |  |
|  | Tigre                       | 4                |                         |               |                  |                  |  |             |             |             |  |                         |       |       |  |
|  | Talleres                    | 0                |                         |               |                  |                  |  |             |             |             |  |                         |       |       |  |
|  | Talleres                    | 0                |                         | Tigre         | 1                |                  |  |             |             |             |  |                         |       |       |  |
|  |                             |                  |                         | Tigre         | 1                |                  |  |             |             |             |  |                         |       |       |  |
|  |                             |                  | Estudiantes de La Plata | 3             |                  |                  |  |             |             |             |  |                         |       |       |  |
|  | Ferro Carril Oeste          | 3                | Estudiantes de La Plata | 3             |                  |                  |  |             |             |             |  |                         |       |       |  |
|  | Ferro Carril Oeste          | 3                |                         |               |                  |                  |  |             |             |             |  |                         |       |       |  |
|  | Estudiantes de La Plata     | 5                |                         |               |                  |                  |  |             |             |             |  |                         |       |       |  |
|  | Estudiantes de La Plata     | 5                |                         |               |                  |                  |  |             |             |             |  | Estudiantes de La Plata | 1     |       |  |
|  |                             |                  |                         |               |                  |                  |  |             |             |             |  | Estudiantes de La Plata | 1     |       |  |
|  |                             |                  | River Plate             | 3             |                  |                  |  |             |             |             |  |                         |       |       |  |
|  | Independiente               | 2                | River Plate             | 3             |                  |                  |  |             |             |             |  |                         |       |       |  |
|  | Independiente               | 2                |                         |               |                  |                  |  |             |             |             |  |                         |       |       |  |
|  | Huracán                     | 0                |                         |               |                  |                  |  |             |             |             |  |                         |       |       |  |
|  | Huracán                     | 0                |                         | Independiente | 2                |                  |  |             |             |             |  |                         |       |       |  |
|  |                             |                  |                         | Independiente | 2                |                  |  |             |             |             |  |                         |       |       |  |
|  |                             |                  | Lanús                   | 3             |                  |                  |  |             |             |             |  |                         |       |       |  |
|  | Lanús                       | 2                | Lanús                   | 3             |                  |                  |  |             |             |             |  |                         |       |       |  |
|  | Lanús                       | 2                |                         |               |                  |                  |  |             |             |             |  |                         |       |       |  |
|  | Platense                    | 1                |                         |               |                  |                  |  |             |             |             |  |                         |       |       |  |
|  | Platense                    | 1                |                         |               |                  |                  |  | Lanús       | 0 3         |             |  |                         |       |       |  |
|  |                             |                  |                         |               |                  |                  |  | Lanús       | 0 3         |             |  |                         |       |       |  |
|  |                             |                  | River Plate             | 0 4           |                  |                  |  |             |             |             |  |                         |       |       |  |
|  | Atlanta                     | 2                | River Plate             | 0 4           |                  |                  |  |             |             |             |  |                         |       |       |  |
|  | Atlanta                     | 2                |                         |               |                  |                  |  |             |             |             |  |                         |       |       |  |
|  | Vélez Sarsfield             | 0                |                         |               |                  |                  |  |             |             |             |  |                         |       |       |  |
|  | Vélez Sarsfield             | 0                |                         | Atlanta       | 1                |                  |  |             |             |             |  |                         |       |       |  |
|  |                             |                  |                         | Atlanta       | 1                |                  |  |             |             |             |  |                         |       |       |  |
|  |                             |                  | River Plate             | 4             |                  |                  |  |             |             |             |  |                         |       |       |  |
|  | River Plate                 | 1                | River Plate             | 4             |                  |                  |  |             |             |             |  |                         |       |       |  |
|  | River Plate                 | 1                |                         |               |                  |                  |  |             |             |             |  |                         |       |       |  |
|  | Racing                      | 0                |                         |               |                  |                  |  |             |             |             |  |                         |       |       |  |
|  | Racing                      | 0                |                         |               |                  |                  |  |             |             |             |  |                         |       |       |  |
|  |                             |                  |                         |               |                  |                  |  |             |             |             |  |                         |       |       |  |

### Final
| 4 de diciembre | Estudiantes de La Plata | 1:3 (0:1) | River Plate | Estadio El Gasómetro, Buenos Aires               |                                                  |
|                | Latorre Lelong · Rodríguez · Nery · Viola · Uslenghi · Riolfo · Lauri · Scopelli · Zozaya · Ferreira · Guaita · Guaita 48' |           | Sirni · Basílico · Cuello · Malazzo · Dañil · Santamaría · Zatelli · Lago · Ferreyra · Peucelle · Luna · 11' Peucelle · 49', 79' Ferreyra | Asistencia: 40000 espectadores Árbitro(s): Forte | Asistencia: 40000 espectadores Árbitro(s): Forte |

|                                 |
|                                 |
| Campeón River Plate 1.er título |